# Erick Barrondo
Erick Bernabé Barrondo García (* 14. Juni 1991 in Aldea Chiyuc, San Cristóbal Verapaz) ist ein guatemaltekischer Geher. Er gewann die Goldmedaille bei den Panamerikanischen Spielen 2011 in Guadalajara im 20-km-Gehen und die Silbermedaille über die gleiche Distanz bei den Olympischen Sommerspielen 2012 in London, was die erste guatemaltekische Olympiamedaille der Geschichte bedeutete.

## Sportliche Karriere
Erick Barrondo wurde in einem kleinen Dorf geboren, sein Vater war Landarbeiter und seine Mutter Köchin in einem Studentenwohnheim. Er brach seine Ausbildung zum Wirtschaftsprüfer ab und ging in die Hauptstadt Guatemala, um Arbeit zu suchen. Dort wurde er zum Langstreckenläufer und kam erst nach einer Verletzung zum Gehen, das er als Rehabilitationsmaßnahme nutze. Er blieb dieser Disziplin schließlich treu und begab sich unter die Obhut des kubanischen Trainers Rigoberto Medina, der auch schon Cristina López betreut hatte, die salvadorianische Siegerin über 20 Kilometer bei den Panamerikanischen Spielen 2007 in Rio de Janeiro.
International trat Barrondo erstmals im März 2011 beim Pan American Race Walking Cup in Medellín in Erscheinung, wo er sich den zweiten Platz über 20 Kilometer sicherte. Während der IAAF World Race Walking Challenge des gleichen Jahres erreichte Barrondo unter anderem einen 13. Rang in Sesto San Giovanni und wurde Vierter in Dublin. Auf Grund letzterer Leistung berief man ihn in das kleine Zwei-Personen-Aufgebot (zusammen mit Jamy Franco, ebenfalls eine Geherin) seines Heimatlandes für die Leichtathletik-Weltmeisterschaften 2011 im südkoreanischen Daegu. Dort belegte er im August über die 20-Kilometer-Distanz im Ziel den zehnten Platz. Da vier vor ihm liegende Geher (drei aus Russland, einer aus der Ukraine) nachträglich wegen Dopings gesperrt wurden, rückte er im offiziellen Ergebnis auf den sechsten Platz vor. Ziemlich genau zwei Monate später gelang ihm bei den Panamerikanischen Spielen in Guadalajara ein überlegener Sieg über 20 Kilometer mit fast einer Minute Vorsprung vor dem Kolumbianer James Rendón.
Anschließend qualifizierte sich Barrondo für die in London ausgetragenen Olympischen Sommerspiele 2012. Dort gewann er – für Experten recht unerwartet – über 20 Kilometer hinter dem Chinesen Chen Ding die Silbermedaille. Nach dem Gewinn dieser ersten olympischen Medaille für sein Heimatland sagte er: „Falls irgendwer morgen sein Gewehr oder sein Messer gegen ein Paar Sportschuhe eintauscht, um zu trainieren, würde ich der glücklichste Mensch der Welt sein.“ Im Rennen über die 50-Kilometer-Distanz wurde er nach 40 Kilometern auf Position neun liegend disqualifiziert. 1
Auch bei den Leichtathletik-Weltmeisterschaften 2013 in Moskau erlitt Erick Barrondo eine Disqualifikation, als er über 20 Kilometer zwei Kilometer vor dem Ziel in der Führungsgruppe gehend aus dem Rennen genommen wurde. 2 Seinen nächsten Sieg errang Barrondo bei den Zentralamerika- und Karibikspielen 2014 im mexikanischen Xalapa. Hier gewann er mit einem großen Vorsprung von drei Minuten die 50 Kilometer und stellte einen neuen Meisterschaftsrekord auf. Im Mai 2015 siegte er in einem knappen Finish über 20 Kilometer beim  Pan American Race Walking Cup in Arica vor dem Brasilianer Caio Bonfim und erreichte zusätzlich eine Bronzemedaille im Teamwettbewerb über diese Strecke. Sein letztes Podium erklomm Erick Barrondo dann bei den Panamerikanischen Spielen 2015 in Toronto, wo er hinter dem Ecuadorianer Andrés Chocho die Silbermedaille gewann.

## Persönliche Bestleistungen
| Distanz      | Ort             | Zeit         | Datum             |
| ------------ | --------------- | ------------ | ----------------- |
| 10 Kilometer | Guatemala-Stadt | 40:38,74 min | 19. November 2010 |
| 20 Kilometer | Lugano          | 1:18,25 h    | 18. März 2012     |
| 50 Kilometer | Dudince         | 3:41,09 h    | 23. März 2013     |

Die Bestleistung über 50 Kilometer bedeutete einen neuen Amerikarekord, der vorher 35 Jahre überdauert hatte. Der Rekord gilt heute (2025) immer noch.

## Privatleben
Erick Barrondo heiratete 2013 seine Teamkollegin Mirna Sucely Ortiz, ebenfalls Geherin. Sie haben zwei Jungen namens Joshua und Rony.